# Engranaje recto

Engranaje recto

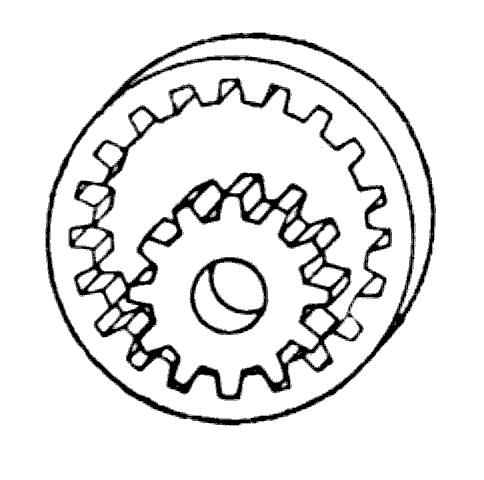
Engranaje recto interno (dentado por su cara interior) y externo (dentado por su cara exterior)

Los engranajes rectos (también denominados engranajes de corte recto) son el tipo de engranaje más simple. Consisten en un cilindro o disco con dientes que se proyectan radialmente. Aunque los dientes no son rectos (sino que generalmente tienen una forma especial para lograr una relación de transmisión constante, principalmente con forma de involuta pero menos comúnmente también cicloidal), el borde de cada diente es recto y está alineado paralelamente al eje de rotación. Estos engranajes solo encajan correctamente si se montan en ejes paralelos. Las cargas sobre los dientes no crean empuje axial. Los engranajes rectos son excelentes a velocidades moderadas, pero tienden a ser ruidosos a altas velocidades.
Los dientes de los engranajes rectos se fabrican con perfil evolvente o perfil cicloidal. La mayoría de los engranajes están fabricados por perfil evolvente, con un ángulo de presión de unos 20°. Cuando dos engranajes están acoplados en un instante, existe la posibilidad de acoplar una porción involuta con una porción no involuta de los engranajes. Este fenómeno se conoce como "interferencia" y ocurre cuando el número de dientes en el engranaje más pequeño es menor que el mínimo requerido. Para evitar interferencias se podrían introducir sobrecortes, pero esta no es una solución adecuada ya que conduce al debilitamiento del diente en su base. En esta situación, se utilizan engranajes corregidos. En los engranajes corregidos, la plantilla de corte de los dientes se desplaza hacia arriba o hacia abajo. 
Los engranajes rectos se pueden clasificar en dos categorías principales: externos e internos. Los engranajes con dientes cortados por fuera de un cilindro se conocen como engranajes externos. Los engranajes con dientes cortados en el lado interno de un cilindro ahuecado se conocen como engranajes internos. Un engranaje externo puede engranar con un engranaje externo o interno. Cuando dos engranajes externos se engranan, rotan en direcciones opuestas. Un engranaje interno solo puede engranar con un engranaje externo, ambos engranajes giran en la misma dirección. Debido a la posición cercana de los ejes, los conjuntos de engranajes internos son más compactos que los conjuntos de engranajes externos. 

## Diámetro Dp y módulo MOD
Los tres parámetros clave de un engranaje recto son:
- Dp = Diámetro primitivo del engranaje. Es el diámetro imaginario situado entre el diámetro exterior del engranaje (adendum) y el diámetro raíz de los dientes (dedendum). En un par de engranajes con una cierta relación de transmisión (Z2/Z1 ), el diámetro primitivo sería el diámetro de las ruedas si fueran lisas (sin dientes), mantuvieran la misma distancia entre centros e hicieran contacto en un punto, transmitiendo el movimiento por rodadura y manteniendo la misma relación de transmisión. Además su valor mantiene una relación matemática con los restantes dos parámetros.
- Z  = Número de dientes del engranaje
- MOD = es el cociente entre Dp y Z, es decir MOD= Dp/Z

Para que dos engranajes se acoplen correctamente entre sí, deben tener el mismo módulo MOD. Lo habitual es elegir el módulo y luego el número de dientes de cada rueda, lo que permite calcular a su vez el diámetro de los dos engranajes. 
Por ejemplo, en el caso de engranajes rectos de módulo (MOD) 4.0: 
- Los engranajes rectos normales (de más de 17 dientes)[3] tienen un diámetro de partida Dp = Z x MOD
- Los engranajes rectos corregidos (de menos de 17 dientes) tienen un diámetro de partida Dp = Z x MOD + MOD

Hay dos tipos de engranajes corregidos: 
1. Engranaje S0 (x1 + x2 = cero)
2. Engranaje S (x1 + x2 no es igual a cero)